# Dĩ An (ward)
Dĩ An is een phường in de Vietnamese stad Dĩ An in de provincie Bình Dương. De phường werd op 13 januari 2011 opgericht nadat de thị trấn Dĩ An werd verheven naar thị xã. Daarvoor was de phường een xã.
In de ward Dĩ An bevinden zich tal van belangrijke administratieve organen, zoals het raadhuis en de rechtbank. Dĩ An heeft een oppervlakte van 1044 ha en heeft 73.732 inwoners.
In het westen grenst Dĩ An aan Tân Đông Hiệp en Đông Hòa. In het oosten grenst het aan Bình Hòa, Thuận An. In het zuiden grenst het aan Thủ Đức, een ward van Ho Chi Minhstad. In het noorden grenst het aan Tân Đông Hiệp.